# Richard Simmons
Richard Simmons, nome completo Milton Teagle "Richard" Simmons (New Orleans, 12 luglio 1948 – Los Angeles, 13 luglio 2024), è stato un personaggio televisivo e scrittore statunitense, noto principalmente per i suoi programmi TV dedicati al fitness.

## Biografia
Milton Teagle Simmons nacque il 12 luglio 1948 a New Orleans, figlio secondogenito di Leonard Douglas Simmons Sr. e Shirley May Satin, due attori di vaudeville e burlesque. Prese il nome Richard in onore di suo zio che pagò la sua retta universitaria
Apparve anche in un episodio della celebre serie TV a cartoni animati The Simpsons, sotto forma di robot; tuttavia, la gag con lui presente venne tagliata, perché ritenuta poco divertente all'epoca in cui l'episodio venne prodotto. In seguito, però, tale spezzone venne inserito in uno show apposito di scene tagliate e mai mandate in onda prima di allora.
Morì il 13 luglio 2024 nella sua casa a Los Angeles, qualche anno dopo aver lasciato il mondo della televisione, il giorno dopo aver compiuto 76 anni, probabilmente per cause naturali.

## Libri
- Never Say Diet, New York, Warner Books, 1980, ISBN 978-0-446-51209-1.
- Never Say Diet Cookbook, New York, Warner Books, 1982, ISBN 978-0-446-51243-5.
- The Better Body Book, 1st, New York, Warner Books, 1985, ISBN 978-0-446-51263-3.
- Deal-A-Meal Cookbook, Beverly Hills, Deal-a-meal, Inc, 1987.
- Reach for Fitness: A Special Book of Exercises for the Physically Challenged, 1ª ed., New York, Warner Books, 1986, ISBN 978-0-446-51302-9.
- Richard Simmons' Never Give Up: Inspirations, Reflections, Stories of Hope, 1ª ed., New York, Warner Books, 1993, ISBN 978-0-446-51703-4.
- Farewell to Fat, 1ª ed., New York, GT Publishing Corporation, 1996, ISBN 978-1-57719-102-5.
- Sweetie Pie: The Richard Simmons Private Collection of Dazzling Desserts, 1ª ed., New York, GT Publishing Corporation, 1997, ISBN 978-1-57719-276-3.
- Still Hungry After All These Years: My Story, 1ª ed., New York, GT Publishing Corporation, 1999, ISBN 978-1-57719-356-2.
- The Food Mover Cookbook, New York, GT Publishing Corporation, 1999, ISBN 978-1-57719-759-1.
- Cookin' on Broadway, New York, GT Publishing Corporation, 2000.
- Steam Away the Pounds, Rocklin, Pascoe Publishing, Inc, 2006, ISBN 978-1-929862-61-0.

## Discografia

### Album
- Reach (Elektra Records, 1983)
- Colors of Your Life (Goodtimes Entertainment, BASF 90 min., 1998)

### Singoli
- This Time (Elektra Records, 45 rpm, 1983)